# Herakleia (Basilikata)

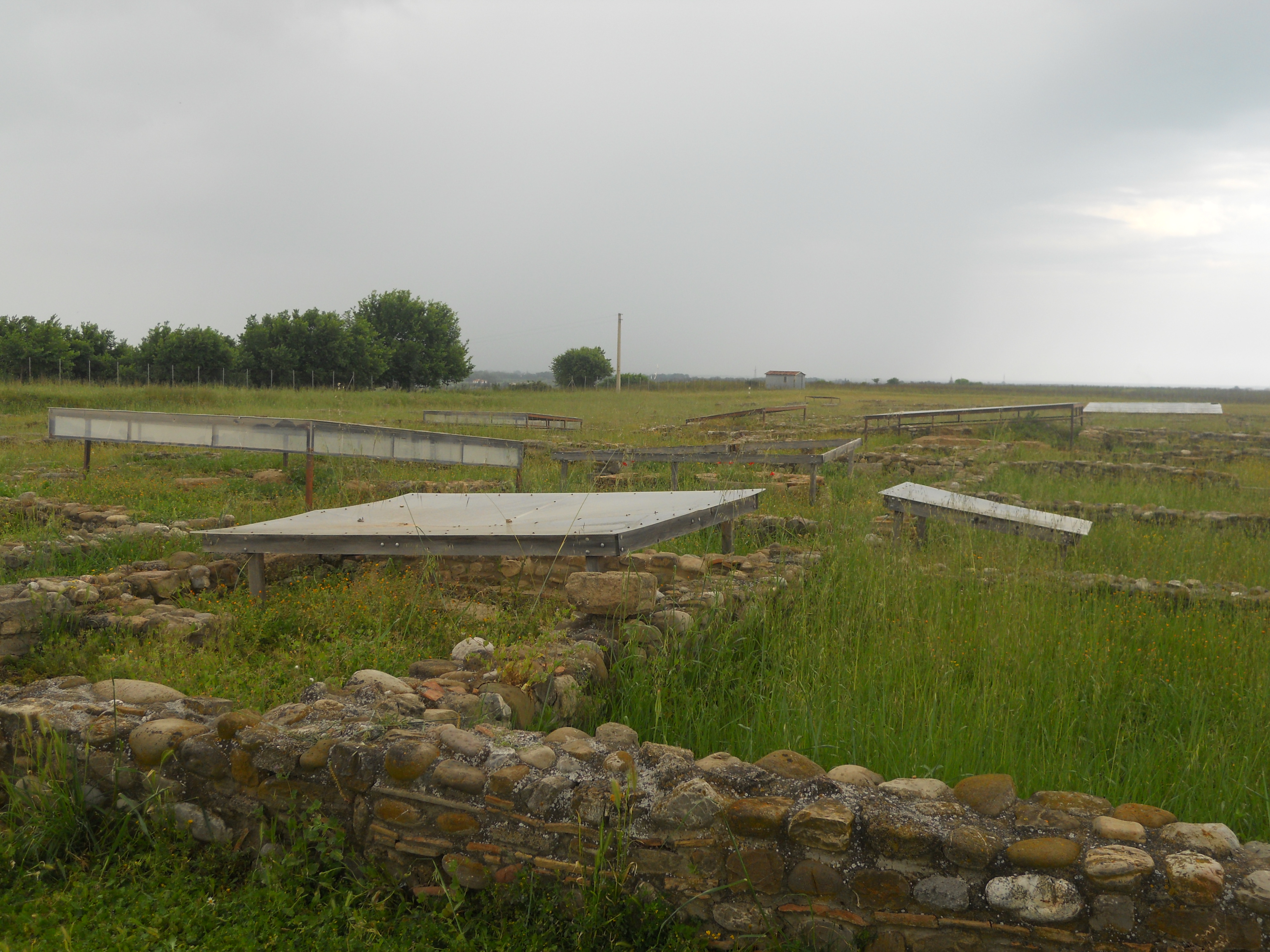
Archäologischer Park von Herakleia

Herakleia (lateinische Form: Heraclea) war eine antike Stadt in Lukanien in der Nähe des heutigen Policoro, fünf Kilometer von der Küste des Golfs von Tarent entfernt, zwischen den Flüssen Agri (Aciris) und Sinni (Siris), etwa 23 Kilometer südsüdwestlich von Metapont.

## Geschichte
Herakleia war eine griechische Kolonie, die im Jahr 432 v. Chr. von Tarent und Thurii aus gegründet wurde, wobei ersteres dominierte. Nach dem Fall Krotons wurde die Stadt als Treffpunkt des Italiotischen Bundes, der Generalversammlung der Griechen in Italien bestimmt, die Alexander I. von Epirus nach seiner Vertreibung aus Tarent nach Thurii verlegen wollte. König Pyrrhus von Epirus schlug hier 280 v. Chr. den römischen Konsul Publius Valerius Laevinus, nachdem er den Fluss Siris überquert hatte (Schlacht von Heraclea). 278 v. Chr., vielleicht auch 282 v. Chr. schlossen die Römer einen Vertrag mit Herakleia, möglicherweise um es von Tarent zu lösen, mit derart vorteilhaften Konditionen, dass 89 v. Chr. das römische Bürgerrecht, das die lex Plautia Papiria den Einwohnern gewährte, nur zögernd akzeptiert wurde. 212 v. Chr. unterwarf sich Herakleia unter Zwang Hannibal und im Bundesgenossenkrieg verbrannte das Staatsarchiv. Cicero spricht in seiner Verteidigungsrede für den Dichter Archias, einen adoptierten Bürger von Herakleia, von einer blühenden Stadt. Als Konsequenz des römischen Bürgerrechts wurde Herakleia Municipium; der Teil der Abschrift der lex Iulia municipalis von 45 v. Chr., der zwischen Herakleia und Metapont gefunden wurde, ist von größter Bedeutung für die Kenntnis dieses Gesetzes; der Text ist auf der Rückseite von zwei Bronzetafeln eingraviert, auf deren Vorderseite sich eine griechische Inschrift aus dem 3. Jahrhundert v. Chr. befindet, die die Landesgrenzen und den Grundbesitz der verschiedenen Tempel beschreibt.
Herakleia hatte in der römischen Kaiserzeit noch einige Bedeutung, eine Abzweigung der Straße von Venusia traf hier auf die Küstenstraße. Die Umstände der Zerstörung und Aufgabe der Stadt sind unbekannt, der Ort wird heute nur noch durch einen Haufen Ruinen markiert. Ihre mittelalterliche Nachfolgerin war Anglona, damals ein Bischofssitz, heute auch nur noch eine Ruine, darunter eine Kirche aus dem 11. Jahrhundert.

## Museum und archäologischer Park
Heute sind nördlich der modernen Stadt Policoro im Museo archeologico nazionale della Siritide die Funde der Ausgrabungen von Herakleia ausgestellt, deren Grundmauern im nahe gelegenen Parco Archeologico besichtigt werden können.

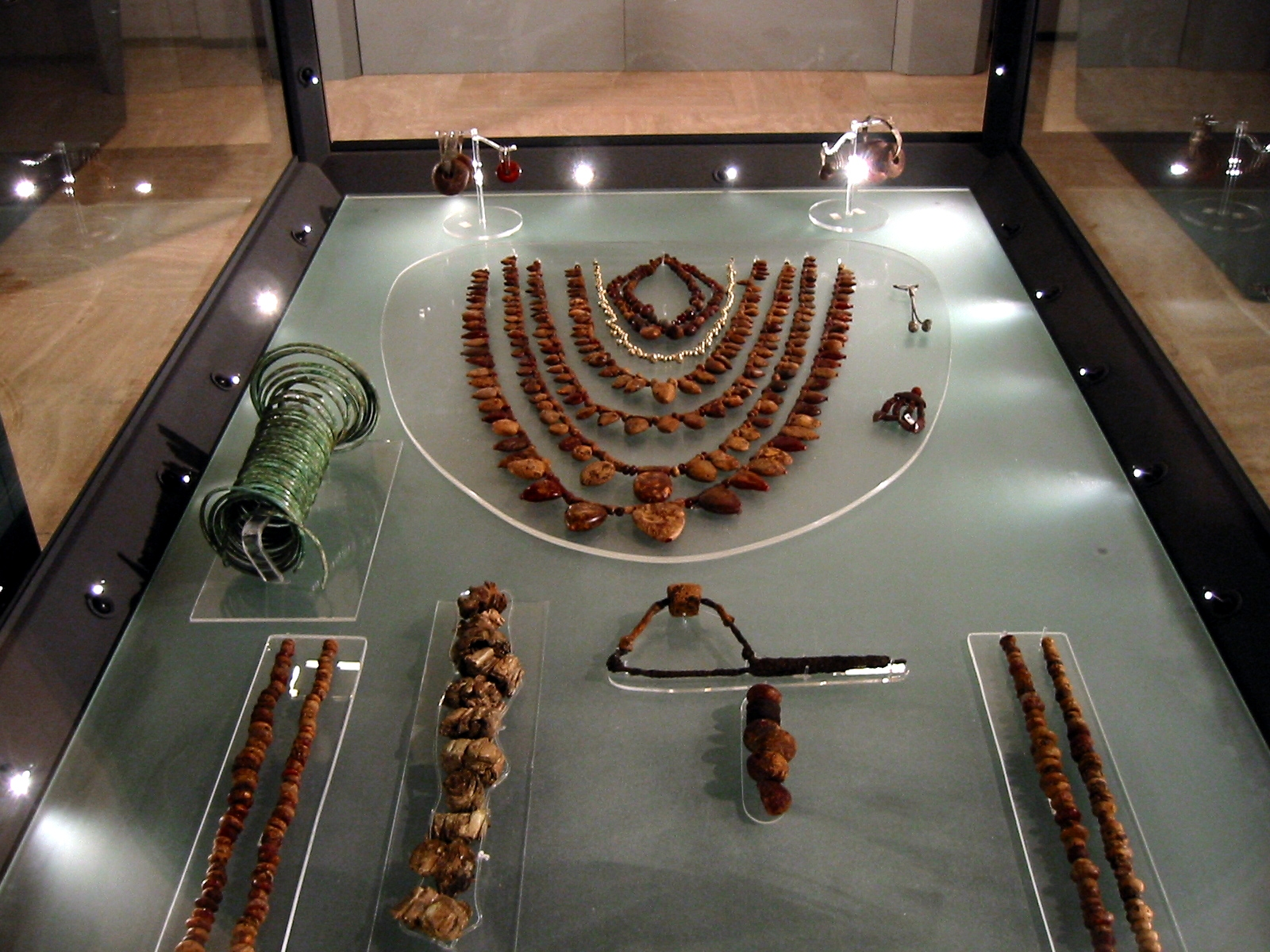
Schmuckstücke
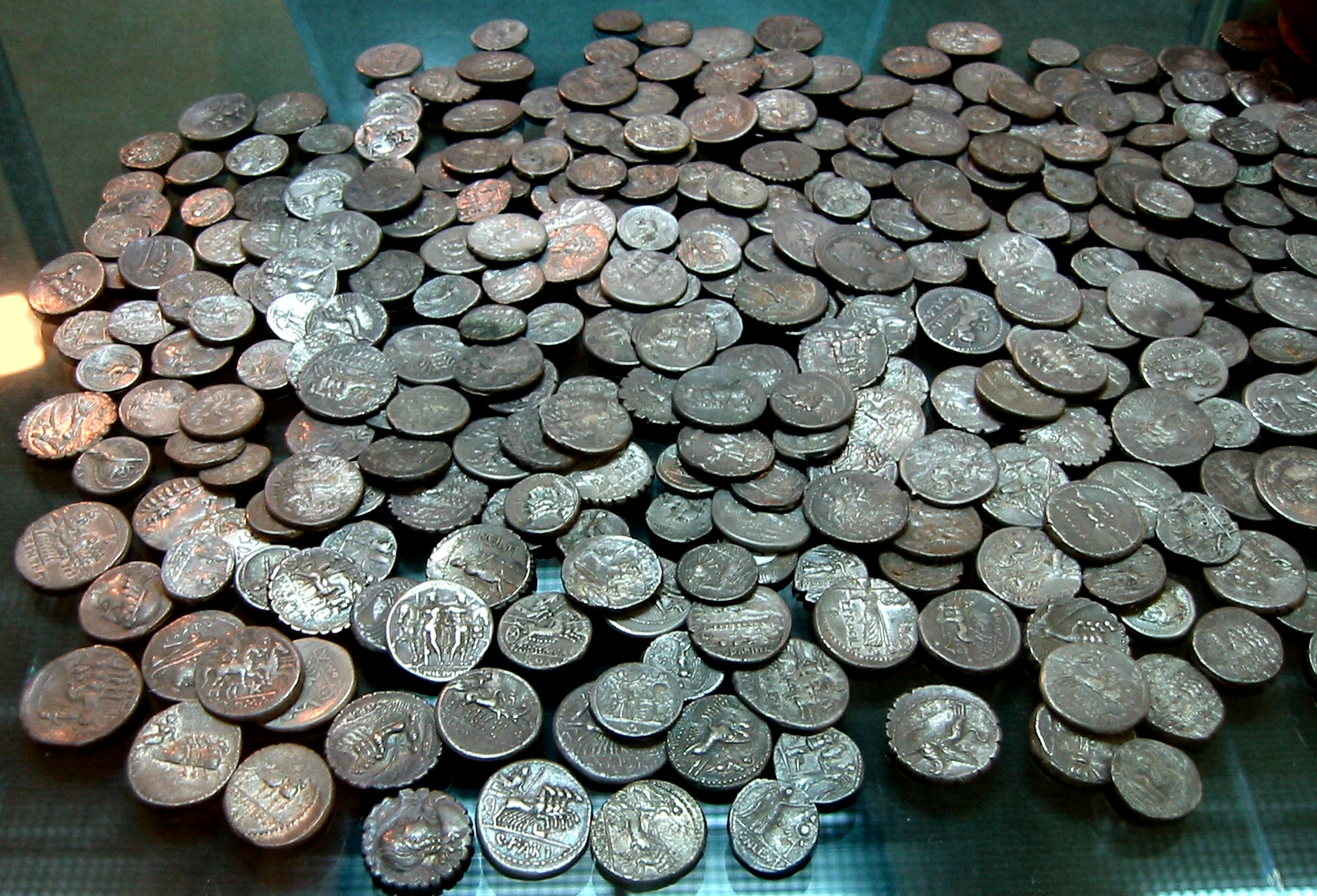
Münzfunde
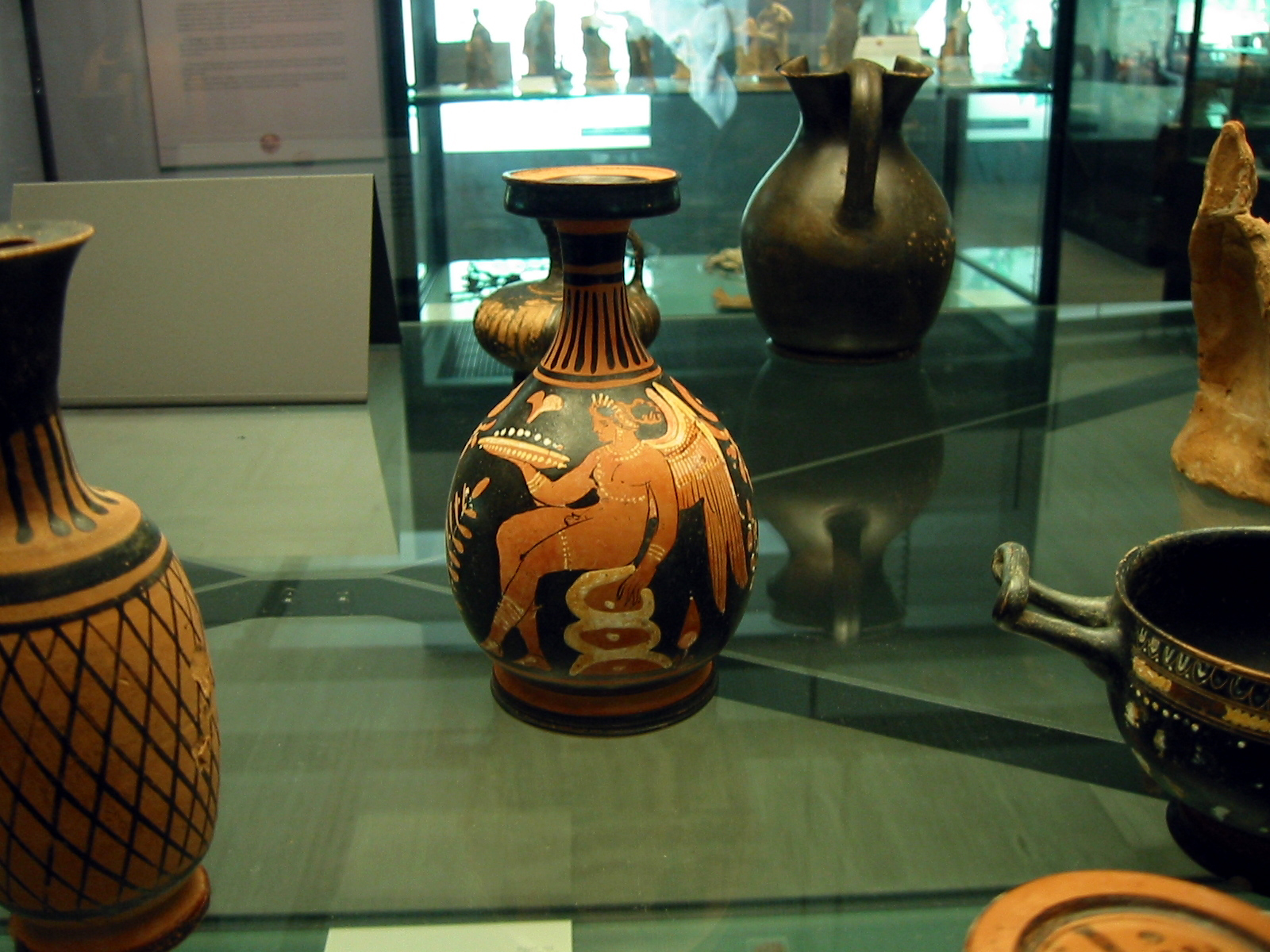
Keramiken
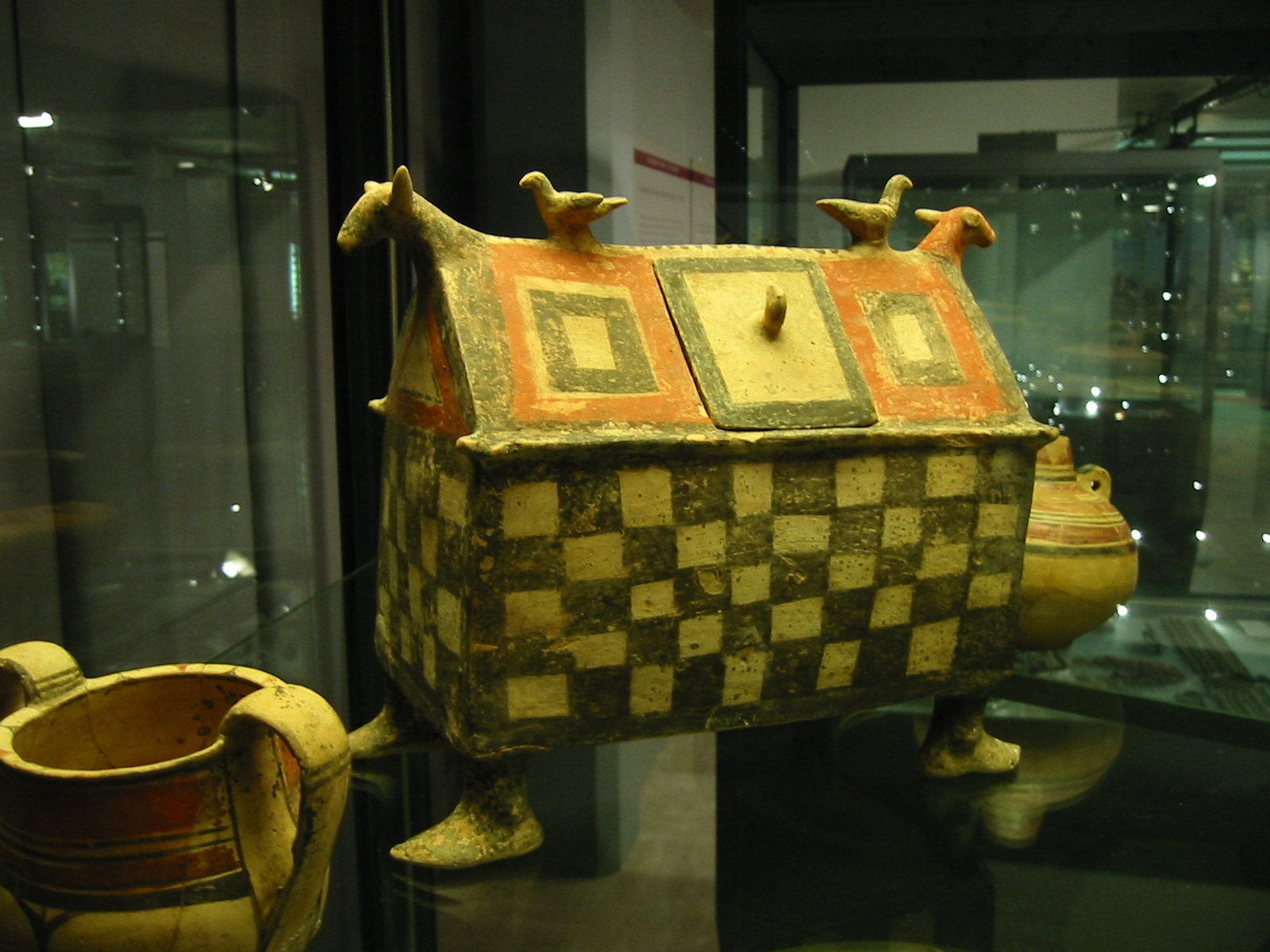
Keramiken